# (3614) Tumilty
(3614) Tumilty est un astéroïde de la ceinture principale.

## Description
(3614) Tumilty est un astéroïde de la ceinture principale. Il fut découvert le 12 janvier 1983 à la station Anderson Mesa par Norman G. Thomas. Il présente une orbite caractérisée par un demi-grand axe de 2,98 UA, une excentricité de 0,13 et une inclinaison de 16,7° par rapport à l'écliptique.

## Compléments